# Fantasia (Schiff)
Die Fantasia ist ein Fahrgastschiff der Rainer Abicht Elbreederei, das für Veranstaltungs- und Rundfahrten im Hamburger Hafen eingesetzt wird. Bis Februar 2013 wurde sie als BUGA Koblenz 2011 im Auftrag der Köln-Düsseldorfer vorwiegend auf der Mosel eingesetzt. Sie ist das Schwesterschiff der auf dem Niederrhein verkehrenden Warsteiner.

## Geschichte

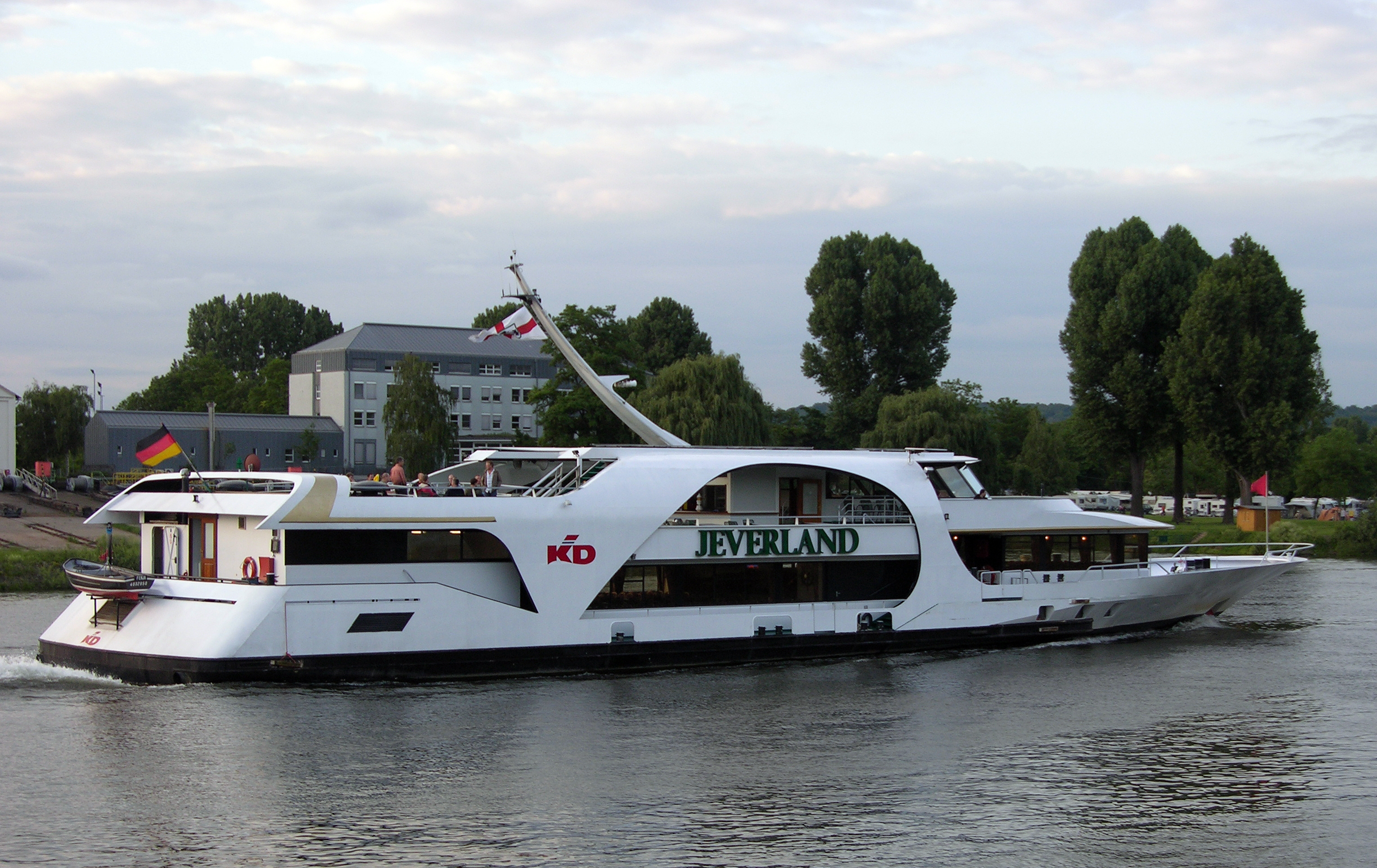
Die Jeverland auf der Mosel in Koblenz

Nachdem die Allard-Reederei seit 1994 die Warsteiner auf dem Rhein betrieb, schloss sie Anfang 1995 einen Chartervertrag mit der Reederei HADAG Seetouristik und Fährdienst AG in Hamburg über eine Dauer von sieben Jahren für ein weiteres Schiff. Sie beauftragte die Nieuwe Scheepswerfen Sint Barbara in Maasmechelen, die bereits das Schwesterschiff fertigte, mit dem Bau des Schiffs. Am 1. September 1995 erfolgte an den St. Pauli-Landungsbrücken die feierliche Taufe auf den Namen Warsteiner Queen. Anschließend setzte die HADAG sie für Rundfahrten im Hamburger Hafen und als Partyschiff ein. Da die Warsteiner Brauerei den Werbevertrag nicht mehr verlängerte, schloss die Reederei ab Januar 2002 einen Vertrag mit der Dortmunder Brau-&-Brunnen-Gruppe und benannte das Schiff ab dem 26. Januar 2002 in Jeverland um. Als die Hamburger Reederei Ende 2002 den Chartervertrag nicht verlängerte, bekundete die Köln-Düsseldorfer Interesse an der Jeverland, denn sie benötigte für den Planverkehr auf der Mosel ein Fahrgastschiff mit geringerem Tiefgang als ihn das bisher eingesetzte Ausflugsschiff Treis-Karden hatte. Im Februar 2003 überführte der Eigner das Schiff nach Köln, wo ein Chartervertrag mit einer Laufzeit von sieben Jahren mit einer Option für weitere drei Jahre mit der KD abgeschlossen wurde. Ab 26. März 2003 setzte die Köln-Düsseldorfer das Schiff auf der Strecke von Koblenz nach Cochem ein. Im Rahmen der Werbekampagne für die Bundesgartenschau 2011 erhielt es 2009 eine Lackierung im offiziellen Design der Großveranstaltung und wurde am 21. April 2009 in BUGA Koblenz 2011 umbenannt. Die Köln-Düsseldorfer verlängerte den Chartervertrag 2010 optional bis 2013. Am 28. Februar 2013 beendete Personenschiffahrt Allard den Chartervertrag mit der Köln-Düsseldorfer und verkaufte das Schiff an die Rainer Abicht Elbreederei nach Hamburg. Im März wurde das Schiff zur Behrens-Werft auf Finkenwerder überführt. Dort wurde es in den Farben des neuen Eigners lackiert. Am 26. April 2013 taufte Alida Gundlach das Schiff an den Landungsbrücken auf den neuen Namen Fantasia.

## Weblinks

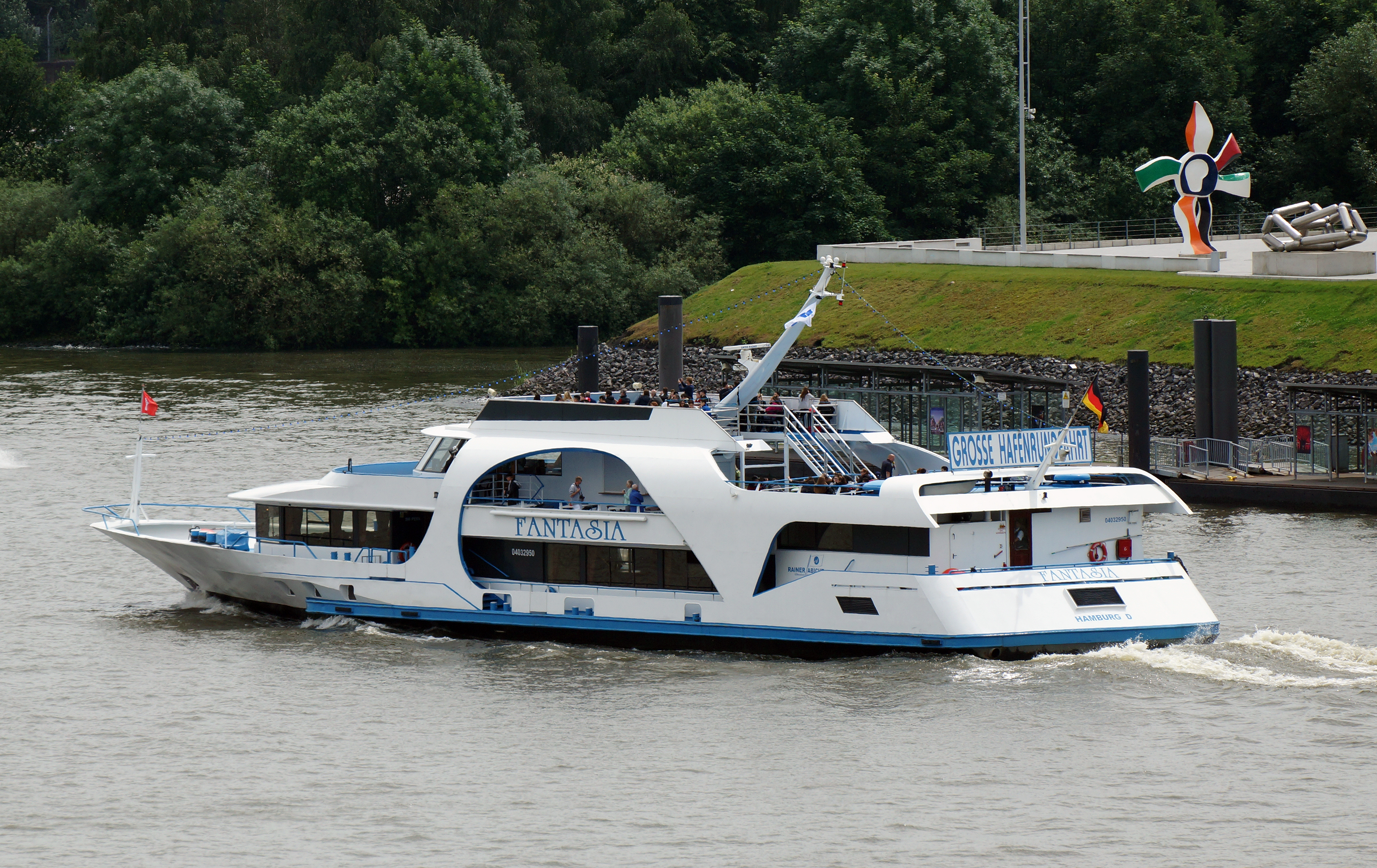
Heckansicht der Fantasia

## Ausstattung und Technik

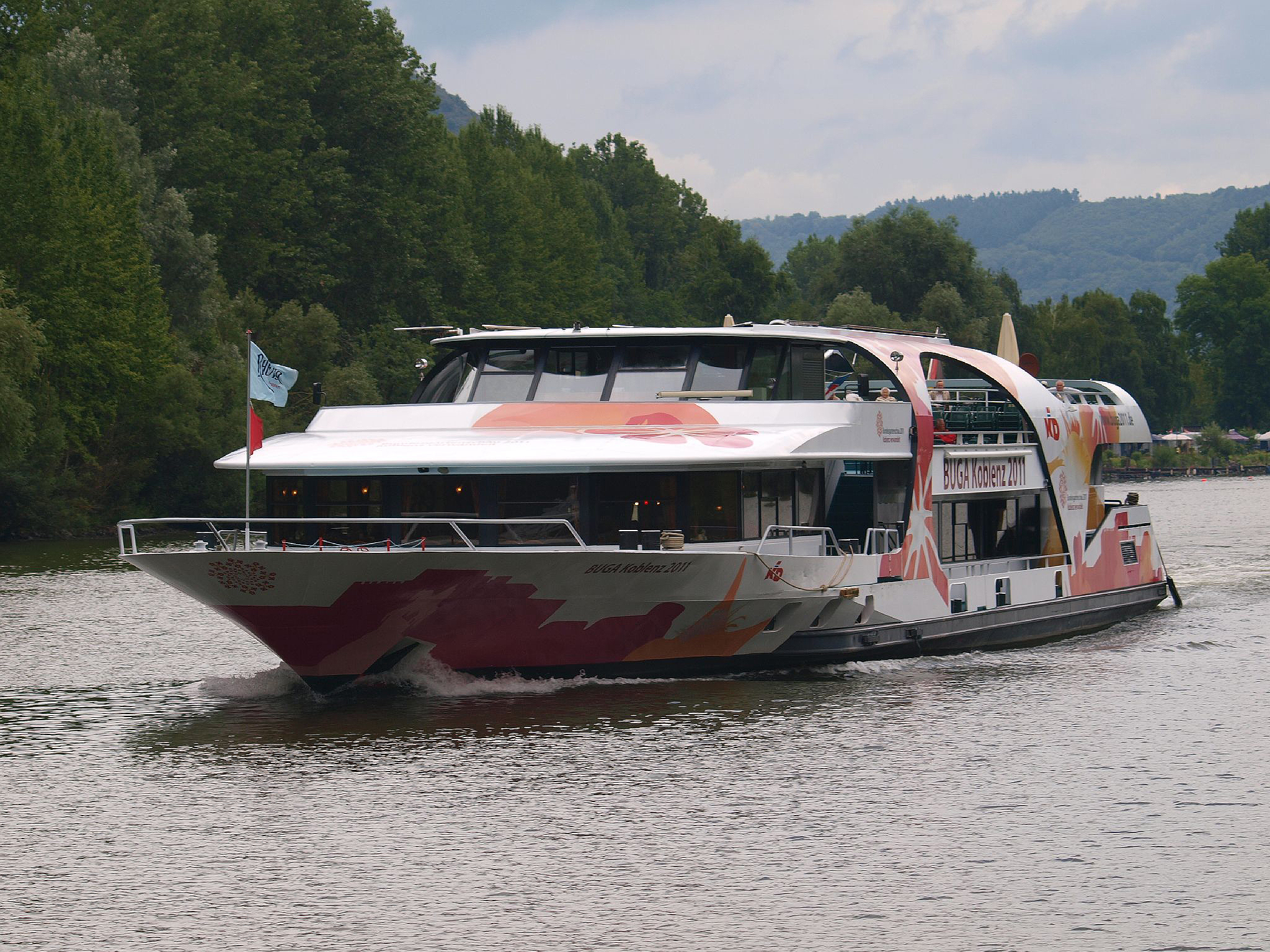
Auf der Mosel bei Cochem
mit dem Namen „BUGA Koblenz 2011“

Die Fantasia ist ein Zweideck-Fahrgastschiff mit einem Salon im geschlossenen Hauptdeck. Die Nutzfläche des Schiffes beträgt zirka 360 m², die Deckenhöhe 2,20 m. Im zweiteiligen Fahrgastraum des im Mittelschiff nach unten abgesenkten Hauptdecks finden bis zu 234 Fahrgäste Platz. Achtern liegen die Toilettenanlagen und eine Garderobe, an die sich Personalkabinen anschließen. Das offene Sonnendeck ist für bis zu 120 Personen geeignet. Im Unterdeck liegt im Bug neben dem Bugstrahlruderraum ein Lagerraum, an den sich im niedrigen Zwischenboden unter dem Hauptdeck ein Ballast- und ein Fäkalientank anschließen. Im Achterdeck liegen ein Kühlraum, der Trinkwasser- und der Kraftstofftank. Das im Hauptdeck für Rollstuhlfahrer geeignete Schiff ist für maximal 250 Fahrgäste zugelassen.
Die Fantasia wird von zwei 8-Zylinder-Dieselmotoren des Herstellers Caterpillar, Typ 3408 DI-TA, mit jeweils 331 kW über zwei Schottel-Ruderpropeller vom Typ SRP 170 angetrieben. Das Bugstrahlruder hat einen elektrischen Antrieb mit 60 kW. Das Schiff ist 52 m lang, 11,40 m breit und 6,80 m hoch. Der Tiefgang wird mit maximal 1,20 m angegeben.